# Farooqnagar
Farooqnagar é uma vila no distrito de Mahbubnagar, no estado indiano de Andhra Pradesh.

## Demografia
Segundo o censo de 2001,  Farooqnagar  tinha uma população de 34 558 habitantes. Os indivíduos do sexo masculino constituem 52% da população e os do sexo feminino 48%. Farooqnagar tem uma taxa de literacia de 68%, superior à média nacional de 59,5%: a literacia no sexo masculino é de 75% e no sexo feminino é de 59%. Em Farooqnagar, 14% da população está abaixo dos 6 anos de idade.